# Sint-Thomasvloed
De Sint-Thomasvloed was een stormvloed in 1163 die vooral het gebied betrof dat in die periode Holland ging heten, dat in dat jaar al verschillende malen met overstromingen te kampen had. Dit resulteerde in het breken van dijken langs de Maas en watersnood in het achterland. 
De stormvloed had tot gevolg dat de monding van de Oude Rijn bij Katwijk, die al bijna geheel verzand was, volledig werd gesloten. De dijkdoorbraken in combinatie met de stormvloed van 21 december 1163 zorgden namelijk voor een groot transport van gronddeeltjes van het gebied bij de dijkdoorbraak naar het binnengebied. Dit sediment bezonk vooral in de ondiepere delen; daar stroomde het water immers vrij rustig. Een van de plekken waar het ondiep was, was bij de monding van de Oude Rijn.
Belangrijk gevolg van deze natuurlijke blokkade van de monding van de Oude Rijn was, dat de Rijn zijn water niet meer kon lozen op de Noordzee. Hierdoor liepen de polders in Holland een voor een onder water. Onder leiding van graaf Floris III werd in 1165, zonder enige vooraankondiging, de Oude Rijn bij Zwammerdam afgedamd. Daardoor stuwde het water stroomopwaarts en had vanaf dat moment ook Utrecht met wateroverlast te kampen, hetgeen tot een kortstondige oorlog tussen Utrecht en Holland leidde. Rond 1200 werd een nieuwe afwatering gegraven via de Haarlemmermeer naar het noorden en werd het waterprobleem definitief opgelost.
838 · 1014 · 1042 · 1134 · 1163 · 1164 · 1170 · 1196 · 1212 · 1214 · 1219 · 1220 · 1221 · 1248/1249 · 1277 · 1280 · 1282 · 1287 · 1288 (I) · 1288 (II) · 1322 · 1334 · 1362 · 1374 · 1375 · 1377 · 1404 · 1421 · 1424 · 1468 · 1477 · 1509 · 1514 · 1530 · 1532 · 1552 · 1566 · 1570 · 1610 · 1643 · 1651 · 1675 · 1682 · 1686 · 1703 · 1717 · 1726 · 1741 · 1775 · 1776 · 1784 · 1799 · 1808 · 1809 · 1820 · 1825 · 1855 · 1861 (I) · 1861 (II) · 1877 · 1906 · 1916 · 1926 · 1953 · 1962 · 1993 · 1995 · 2006 · 2021